# 紋別港
紋別港（もんべつこう）は、北海道紋別市にある港湾。港湾管理者は紋別市。港湾法上の「重要港湾」に指定されている。

## 概要
紋別港はオホーツク海沿岸のほぼ中央部に位置し、北部には自然岩礁の弁天岬、後背地には北西からの風を防ぐ紋別山（大山）などの山々が連なっており、古くから漁業基地として利用していた。戦後の港湾整備により、現在では紋別市や遠軽町を中心とする遠紋地区や上川北部の物流拠点港、沖合漁業や沿岸漁業の基地としての役割がある。また、親水防波堤（クリオネプロムナード）に氷海展望塔（オホーツクタワー）があるほか、人工海水浴場（オホーツクホワイトビーチ）などを整備しており、市民の憩い場や流氷を観光する拠点、『もんべつ流氷まつり』や『遊びたガリヤフェスティバル』、『もんべつ海産まつり』などの各種イベント会場になっている。

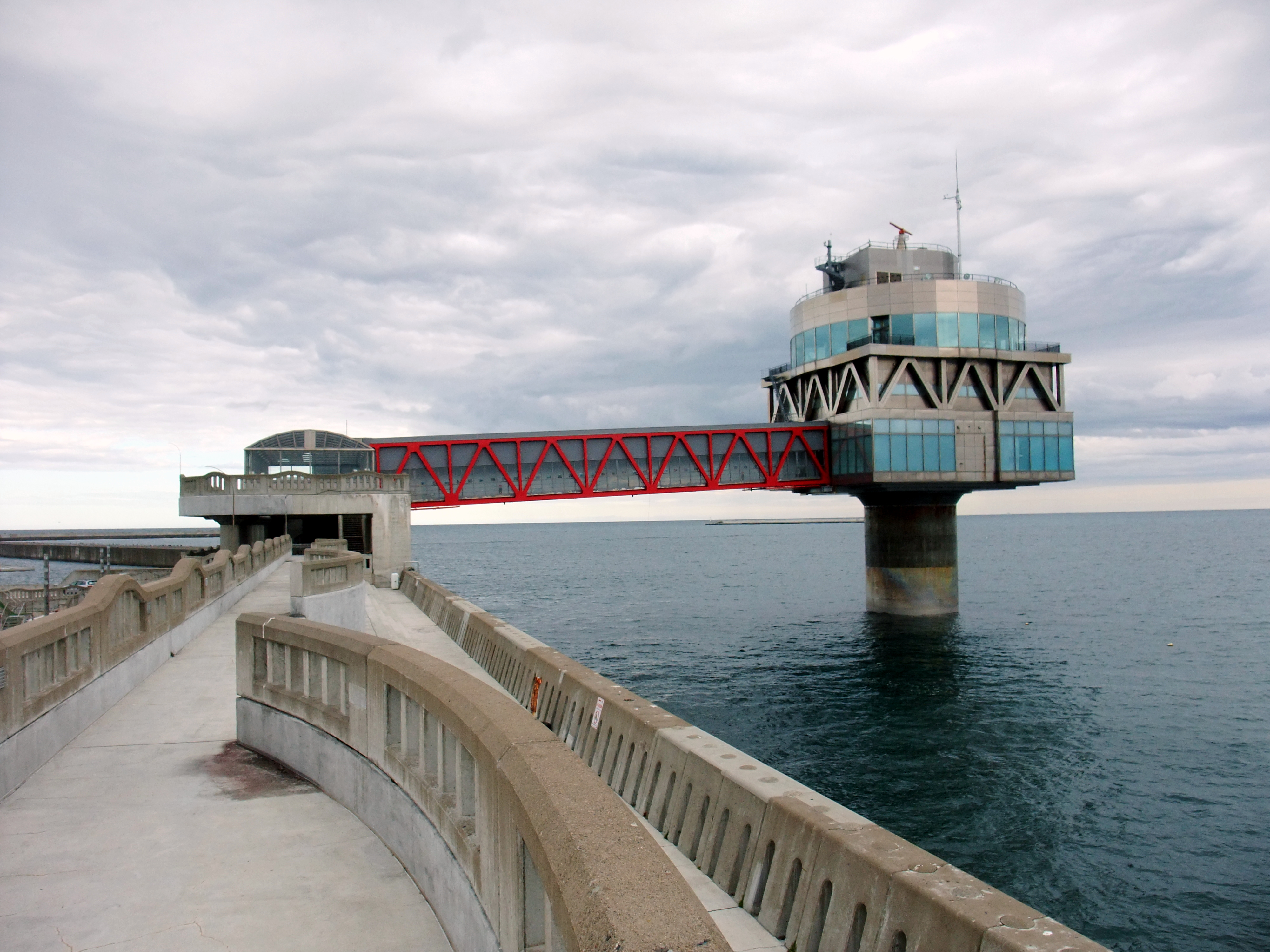
氷海展望塔「オホーツクタワー」（2011年9月）
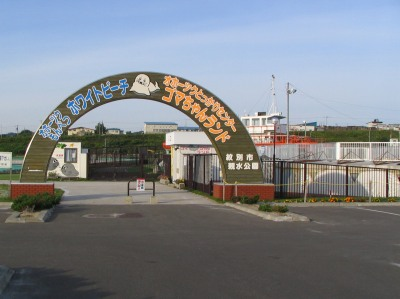
オホーツクホワイトビーチ、オホーツクとっかりセンター「ゴマちゃんランド」入口（2006年8月）
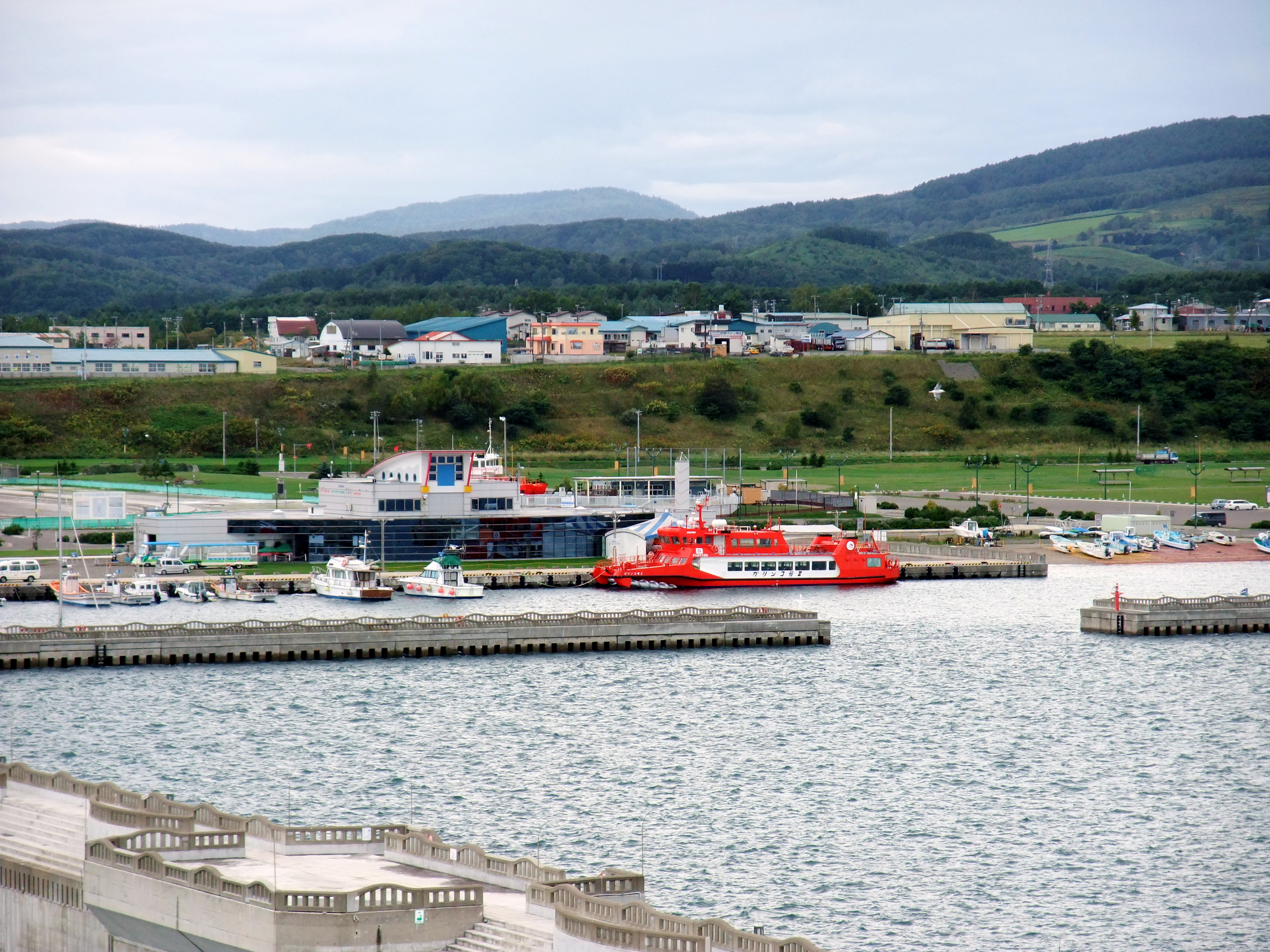
紋別港に停泊している「ガリンコ号II」（2011年9月）

## 港湾施設
外郭施設
- 北防波堤
- 北副防波堤
- 第1防波堤
- 第2防波堤
- 第3防波堤
- 弁天防波堤
- 船溜北堤
- 船溜南堤
- 第2船溜防波堤
- 第3船溜防波堤
- 港南防波堤
- 第5船溜波除堤
- 北波除堤
- 防砂堤

係留施設
- 大型係船岸壁
  - 弁天岸壁
  - 第1ふ頭南岸壁
  - 第1ふ頭東岸壁
  - 第2ふ頭北岸壁
  - 第2ふ頭東岸壁
  - 第2ふ頭南岸壁
  - 港南岸壁
  - 第3ふ頭南岸壁
  - 第3ふ頭北岸壁

荷さばき保管施設
- 第1ふ頭
  - 1号上屋
  - 2号上屋
- 第2船溜西岸壁
  - 倉庫

## 官公署
- 紋別市役所
- 函館税関釧路税関支署紋別出張所
- 小樽検疫所紋別出張所
- 第一管区海上保安本部紋別海上保安部
- 北海道開発局網走開発建設部紋別港湾事務所
- オホーツク総合振興局網走建設管理部紋別出張所
- 北海道立総合研究機構水産研究本部網走水産試験場加工利用部
- 紋別警察署

## 沿革

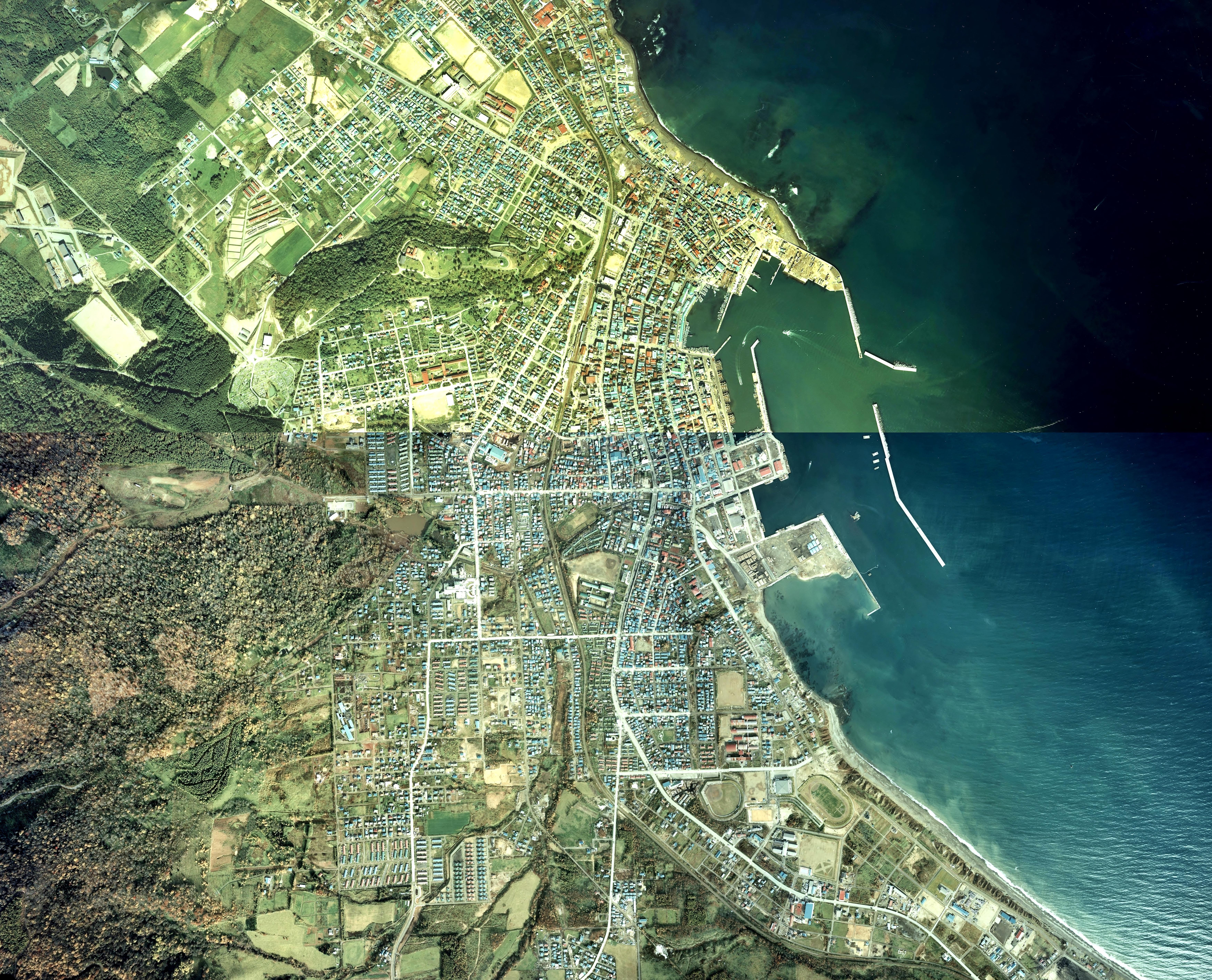
紋別市中心部と紋別港周辺の空中写真（1978年（昭和53年）撮影の8枚を合成作成）。。

紋別港は、江戸時代の貞享年間に松前藩が現在の紋別の漁場を「ソウヤ場所」の一部として開設したことが始まりとされているが、記録に残っているのは1801年（享和元年）に磯谷則吉が著した『蝦夷道中記』である。1846年（弘化3年）に松浦武四郎が紋別を訪れた際には、東向きの浜に岬が湾を作っており、波浪が静かで船の停泊に適していると記録している。1871年（明治4年）に松本十郎が訪れた後には紋別港築港の論旨を発表しているが、当時は沖に向かって12〜13丁（約1,300〜1,400 m）に渡って暗礁があり、不案内な船は座礁する恐れがあった。1876年（明治9年）には紋別に郵便局が設けられたことに伴って定期郵便船の寄港地になり、小樽港や函館港、根室港などと航路で結ばれた。ところが、暗礁のため和船は岸から200〜300 m、汽船は1,300〜1,400 m離れた沖合いに停泊する必要があったため大型船の入港が困難であることに加え、冬季は流氷のために航海することができなかった。紋別周辺のオホーツク海沿岸部には緊急時の避難港がなかった事もあり、1906年（明治39年）には紋別築港の運動が起こった。1922年（大正11年）9月29日には暴風雨によってオホーツク海で出漁中であった漁船350隻のうち100隻以上が転覆し、漁師260名が死亡するという大惨事になった。翌年から南北の防波堤などの港湾建設に着手して1930年度（昭和5年度）に完成し、1931年（昭和6年）には北防波堤灯台を設置した。港湾整備によって船舶が大幅に増加し、終戦まで北九州や北千島と本州を結ぶ物資の中継港としての役割を担っていた。
戦後は漁業規模拡大や商港としての機能拡大を図るために港湾の改修と拡大に着手し、「地方港湾」として整備推進していった。1955年（昭和30年）の北洋漁業再開後は、中継基地として紋別港にカムチャツカ独航船（仲積船）が寄港するようになり、船入澗や防波堤の増設工事などに着手した。1975年（昭和50年）までには現在の第1ふ頭を含む港町地区の整備をほぼ終えて水深7.5 mの岸壁が完成し、「重要港湾」に昇格した。翌年からは新港町地区（現在の第2ふ頭）の整備に着手している。さらに、紋別市は流氷の開発や利用を掲げて「流氷都市拠点地域」を標榜しており、港南地区において各種施設や空間の整備を行った。

### 年表
- 1923年（大正12年）：紋別港修築工事着手[3]。
- 1948年（昭和23年）：港則法による「港域」指定[3]。
- 1953年（昭和28年）：紋別港港湾管理者設立[3]。
- 1975年（昭和50年）：「重要港湾」指定[3]。
- 1977年（昭和52年）：植物防疫法による「特定港」指定[3]。
- 1978年（昭和53年）：出入国管理令（出入国管理及び難民認定法）による「出入国管理港」指定[3]。
- 1980年（昭和55年）：関税法による「開港」指定[3]。
- 1987年（昭和62年）：流氷砕氷船「ガリンコ号」就航[3]。
- 1994年（平成06年）：「保税蔵置場」指定[3]。
- 1996年（平成08年）：親水防波堤「クリオネプロムナード」、氷海展望塔「オホーツクタワー」オープン[3][10]。
- 1999年（平成11年）：植物防疫法による「輸入指定港」となる[3]。「オホーツクホワイトビーチ」オープン[3]。「オホーツクとっかりセンター」（ゴマちゃんランド）オープン[3][11]。
- 2000年（平成12年）：油回収船「清龍丸」外洋公開訓練実施[3]。
- 2002年（平成14年）：第3ふ頭-12 m岸壁供用開始[3]。
- 2009年（平成21年）：第1船溜地区防風施設完成[3]。
- 2014年（平成26年）：「みなとオアシス」（みなとオアシス紋別）登録[12]。
- 2016年（平成28年）：紋別市海洋交流館が「海の駅」登録[13]。

## 参考資料
- “紋別港” (PDF).  北海道開発局網走開発建設部. 2017年11月28日閲覧。